# Hanauer Fayencemanufaktur

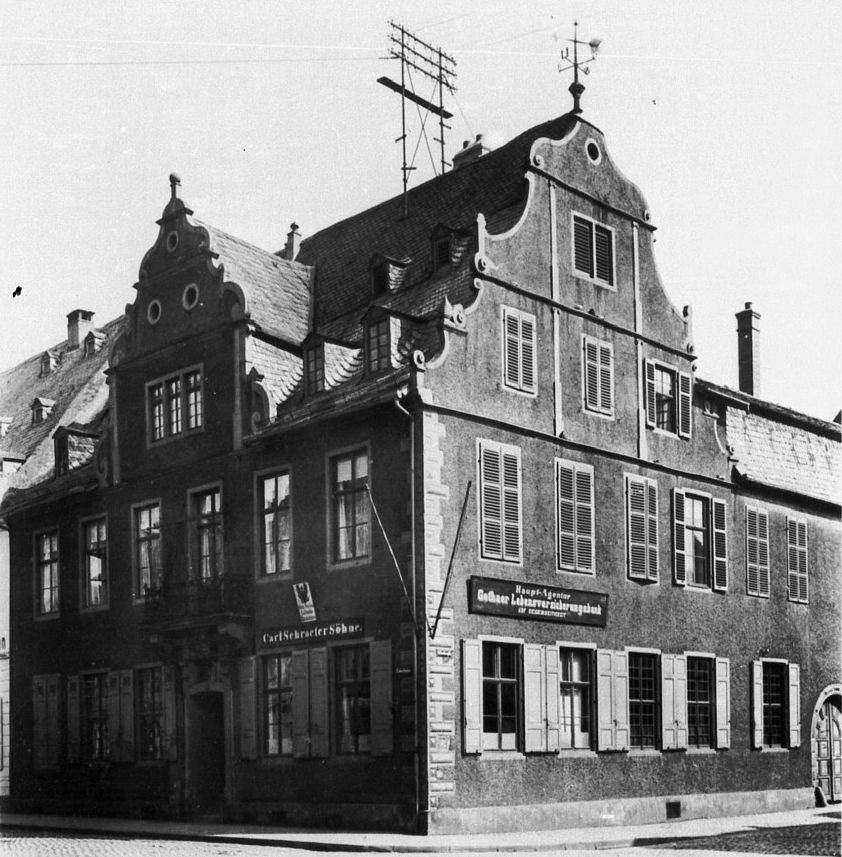
Manufakturgebäude Ecke Römerstraße / Neustädter Markt

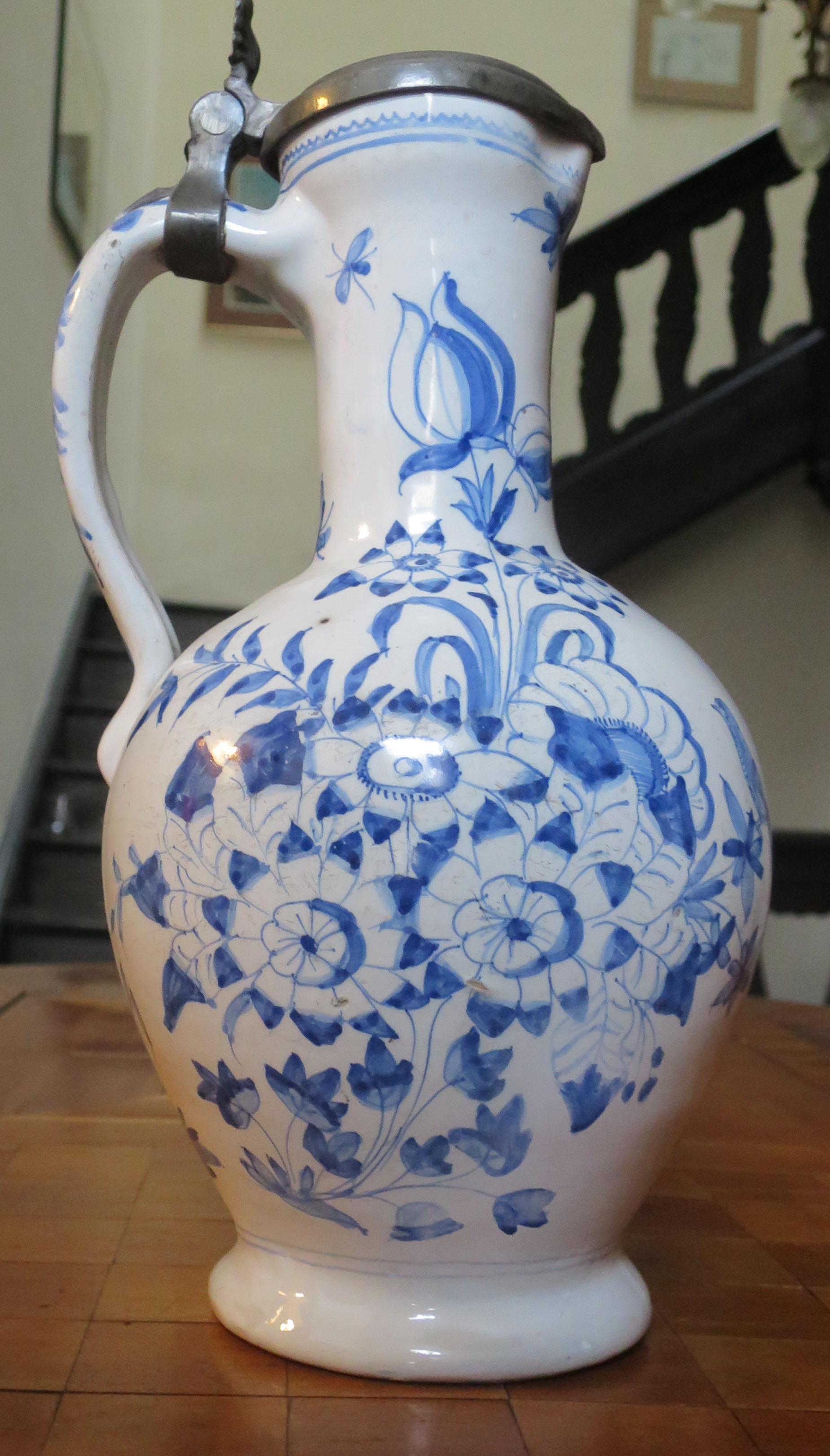
Enghalskrug der Hanauer Fayencemanufaktur, ca. 1720, Johannes Carle zugeschrieben

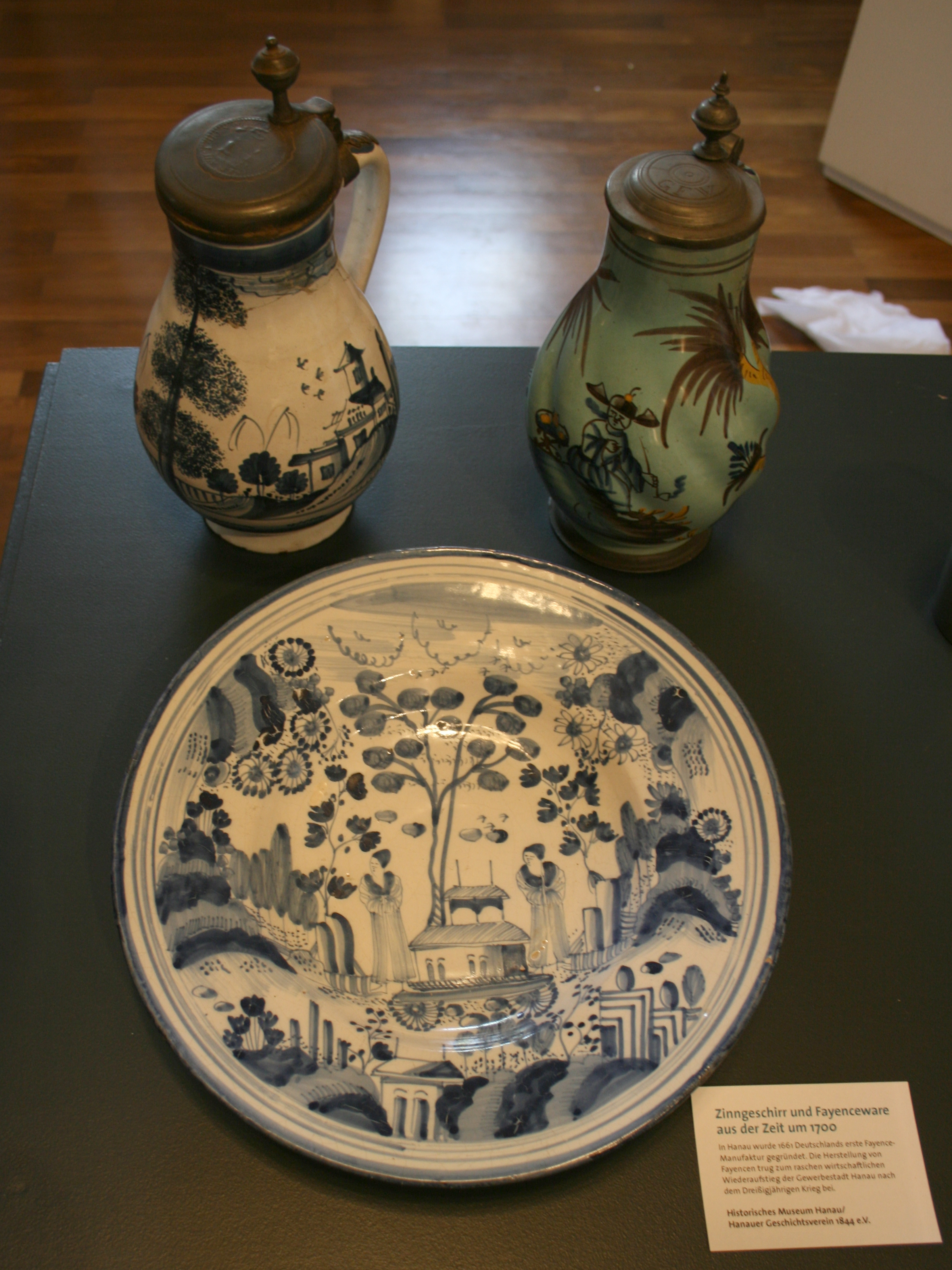
Produkte der Hanauer Fayencemanufaktur aus dem Bestand des Hanauer Geschichtsvereins / Historisches Museum Hanau.

Die Hanauer Fayencemanufaktur stellte als Manufakturbetrieb von 1661 bis 1810 in Hanau Fayencen her.

## Vorgeschichte
Wegen politischer Unruhen in China sanken seit 1657 die Porzellanimporte nach Europa. In der Folge stieg die Nachfrage nach Fayence, die in Deutschland zunächst nur die Delfter Fayence befriedigen konnte. Fayence stellte – gleich nach dem sehr teuren, importierten Chinesischen Porzellan – die führende Keramik, ein Luxusgut, dar.
Am 1. März 1661 reichten zwei in Frankfurt am Main ansässige niederländische, verschwägerte Kaufleute, Daniel Behagel und Jacobus van der Walle beim Rat der Neustadt Hanau das Gesuch um die Erlaubnis ein, eine „Porzelain-Backerey“ errichten zu dürfen, nachdem sich der Rat der Stadt Frankfurt diesem Begehren gegenüber zögerlich verhielt. Dem regierenden Grafen der Grafschaft Hanau, Friedrich Casimir, passte das Vorhaben  gut in seine frühmerkantile Wirtschaftspolitik. So erhielten die Antragsteller schon wenige Tage später einen positiven Bescheid. Die Einfuhr der Rohstoffe und die Ausfuhr der Waren sollte zollfrei erfolgen.

## Produktion
Da die Ware in Konkurrenz zur Delfter Fayence produziert wurde, ahmte sie diese zunächst nach. Diese Marktstrategie hatte auch zur Folge, dass die Stücke in den ersten Jahrzehnten in keiner Weise als aus Hanau stammend gekennzeichnet oder signiert wurden. Bereits 1665 wurde dann in Frankfurt am Main eine konkurrierende Manufaktur mit der gleichen Vertriebspolitik gegründet. Die beiden so nah beieinander gelegenen Produktionsstandorte warben sich gegenseitig das Fachpersonal ab, was dazu führte, dass die Produkte so ähnlich waren, dass sie in vielen Fällen nur schwer zu unterscheiden und zuzuordnen sind. Charakteristisch ist zunächst eine blaue Bemalung, die chinesische Vorbilder aus Porzellan nachahmt. Im 18. Jahrhundert kamen dann auch andere Farben dazu.
Die Manufaktur erwarb das von François de le Boë 1602 erbaute Haus am Neustädter Markt an der Ecke Römerstraße 15 / Glockenstraße („Zur Stadt Antwerpen“) und blieb hier bis zum Betriebsende 1810. Die Tongruben lagen bei Bischofsheim.

## Niedergang
Johann Friedrich Böttger, Ehrenfried Walther von Tschirnhaus und Gottfried Pabst von Ohain stellten in Meißen ab 1708 weißes Porzellan aus Kaolin her, wie es bis dahin nur aus China bekannt war. Damit erwuchs der Fayence eine ernsthafte Konkurrenz und sie wurde als das keramische Spitzenprodukt vom europäischen Markt verdrängt. Vorteil der Fayence war allerdings zunächst, dass sie um einiges billiger war als Porzellan. So konnte die Hanauer Manufaktur in der Mitte des 18. Jahrhunderts noch einmal in großem Umfang erfolgreich produzieren. 1757 zahlte sie allein 60.000 fl. Löhne an die Mitarbeiter. Die Konkurrenz aber wurde immer stärker: Neben dem Porzellan war das auch Fayence aus weiteren in der Umgebung inzwischen gegründeten Manufakturen in Offenbach am Main (1739) und Flörsheim am Main (1765). Außerdem sank der Preis für Porzellan kontinuierlich. Bis 1787 blieb die Manufaktur in Händen von Mitgliedern der Gründerfamilien. Die Manufaktur konnte sich bis 1810 halten und wurde dann aufgegeben.